# PPM1A
PPM1A (Proteinska fosfataza 1A) je enzim koji je kod ljudi kodiran  genom.
Protein kodiran ovim genom je član PP2C familije Ser/Thr proteinskih fosfataza. Članovi PP2C familije su poznati kao negativni regulatori ćelijskog puta kojim se odgovara na stres. Ova fosfataza defosforiliše, i negativno reguliše aktivnosti MAP kinaza i MAP kinaza kinaza. Pokazano je da inhibira aktivaciju 38 i  kaskade kinaza indukovanu stresovima životne sredine. Ova fosfataza može takođe da defosforiliše ciklin-zavisne kinaze, i stoga može da učestvuje u kontroli ćelijskog ciklusa. Prekomerno izražavanje ove fosfataze može da aktivira izražavanje tumor supresornih gena TP53/p53, što dovodi do G2/M blokade ćelijkog ciklusa i apoptoze. Poznate su tri alternativno splajsovane transkriptne varijante koje kodiraju dve distinktne izoforme.

## Interakcije
formira interakcije sa metabotropnim glutamatnim receptor 3. PPM1A može da prekine TGF-beta signalizaciju putem inaktivacije Smad3 defosforilacijom. Smad3 je esencijalna komponenta TGF-beta signalnog puta.

## Literatura
- Redpath NT, Price NT, Severinov KV, Proud CG (1993). „Regulation of elongation factor-2 by multisite phosphorylation.”. Eur. J. Biochem. 213 (2): 689—99. PMID 8386634. doi:10.1111/j.1432-1033.1993.tb17809.x.
- Das AK, Helps NR, Cohen PT, Barford D (1997). „Crystal structure of the protein serine/threonine phosphatase 2C at 2.0 A resolution.”. EMBO J. 15 (24): 6798—809. PMC 452505 . PMID 9003755.
- Takekawa M, Maeda T, Saito H (1998). „Protein phosphatase 2Calpha inhibits the human stress-responsive p38 and JNK MAPK pathways.”. EMBO J. 17 (16): 4744—52. PMC 1170803 . PMID 9707433. doi:10.1093/emboj/17.16.4744.
- Fjeld CC, Denu JM (1999). „Kinetic analysis of human serine/threonine protein phosphatase 2Calpha.”. J. Biol. Chem. 274 (29): 20336—43. PMID 10400656. doi:10.1074/jbc.274.29.20336.
- Hishiya A, Ohnishi M, Tamura S, Nakamura F (1999). „Protein phosphatase 2C inactivates F-actin binding of human platelet moesin.”. J. Biol. Chem. 274 (38): 26705—12. PMID 10480873. doi:10.1074/jbc.274.38.26705.
- Cheng A, Ross KE, Kaldis P, Solomon MJ (2000). „Dephosphorylation of cyclin-dependent kinases by type 2C protein phosphatases.”. Genes Dev. 13 (22): 2946—57. PMC 317162 . PMID 10580002. doi:10.1101/gad.13.22.2946.
- Strovel ET, Wu D, Sussman DJ (2000). „Protein phosphatase 2Calpha dephosphorylates axin and activates LEF-1-dependent transcription.”. J. Biol. Chem. 275 (4): 2399—403. PMID 10644691. doi:10.1074/jbc.275.4.2399.
- Lifschitz-Mercer B; Sheinin Y; Ben-Meir D;  . (2001). „Protein phosphatase 2Calpha expression in normal human tissues: an immunohistochemical study.”. Histochem. Cell Biol. 116 (1): 31—9. PMID 11479720.
- Srivastava J, Goris J, Dilworth SM, Parker PJ (2002). „Dephosphorylation of PKCdelta by protein phosphatase 2Ac and its inhibition by nucleotides.”. FEBS Lett. 516 (1-3): 265—9. PMID 11959144. doi:10.1016/S0014-5793(02)02500-0.
- Strausberg RL; Feingold EA; Grouse LH;  . (2003). „Generation and initial analysis of more than 15,000 full-length human and mouse cDNA sequences.”. Proc. Natl. Acad. Sci. U.S.A. 99 (26): 16899—903. PMC 139241 . PMID 12477932. doi:10.1073/pnas.242603899.
- Ofek P; Ben-Meir D; Kariv-Inbal Z;  . (2003). „Cell cycle regulation and p53 activation by protein phosphatase 2C alpha.”. J. Biol. Chem. 278 (16): 14299—305. PMID 12514180. doi:10.1074/jbc.M211699200.
- Matsuda A; Suzuki Y; Honda G;  . (2003). „Large-scale identification and characterization of human genes that activate NF-kappaB and MAPK signaling pathways.”. Oncogene. 22 (21): 3307—18. PMID 12761501. doi:10.1038/sj.onc.1206406.
- Flajolet M; Rakhilin S; Wang H;  . (2004). „Protein phosphatase 2C binds selectively to and dephosphorylates metabotropic glutamate receptor 3.”. Proc. Natl. Acad. Sci. U.S.A. 100 (26): 16006—11. PMC 307683 . PMID 14663150. doi:10.1073/pnas.2136600100.
- Ota T; Suzuki Y; Nishikawa T;  . (2004). „Complete sequencing and characterization of 21,243 full-length human cDNAs.”. Nat. Genet. 36 (1): 40—5. PMID 14702039. doi:10.1038/ng1285.
- Yoshizaki T; Maegawa H; Egawa K;  . (2004). „Protein phosphatase-2C alpha as a positive regulator of insulin sensitivity through direct activation of phosphatidylinositol 3-kinase in 3T3-L1 adipocytes.”. J. Biol. Chem. 279 (21): 22715—26. PMID 15016818. doi:10.1074/jbc.M313745200.
- Gerhard DS; Wagner L; Feingold EA;  . (2004). „The status, quality, and expansion of the NIH full-length cDNA project: the Mammalian Gene Collection (MGC).”. Genome Res. 14 (10B): 2121—7. PMC 528928 . PMID 15489334. doi:10.1101/gr.2596504.
- Li D; Wang F; Lai M;  . (2005). „A protein phosphatase 2calpha-Ca2+ channel complex for dephosphorylation of neuronal Ca2+ channels phosphorylated by protein kinase C.”. J. Neurosci. 25 (8): 1914—23. PMID 15728831. doi:10.1523/JNEUROSCI.4790-04.2005.
- Rual JF; Venkatesan K; Hao T;  . (2005). „Towards a proteome-scale map of the human protein-protein interaction network.”. Nature. 437 (7062): 1173—8. PMID 16189514. doi:10.1038/nature04209.
- Kitajima TS; Sakuno T; Ishiguro K;  . (2006). „Shugoshin collaborates with protein phosphatase 2A to protect cohesin.”. Nature. 441 (7089): 46—52. PMID 16541025. doi:10.1038/nature04663.